# Edward Hincks
Edward Hincks (Cork, 19 agosto 1792 – Killyleagh, 3 dicembre 1866) è stato un orientalista, egittologo e assiriologo irlandese.

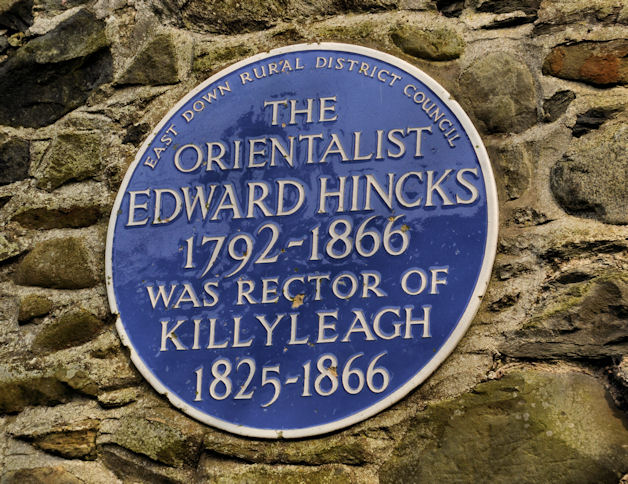
Placca commemorativa dedicata a Hincks a Killyleagh

Fu uno dei maggiori protagonisti della decifrazione della scrittura cuneiforme in persiano antico, elamico e babilonese.
Studiò al Trinity College di Dublino e nel 1825 fu nominato rettore a Killyleagh, dove risiedé fino alla scomparsa.
Inizialmente studiò i geroglifici egiziani. Nel 1846, si dedicò alla scrittura cuneiforme, interessandosi anche alle iscrizioni di Van.
Hincks rappresenta un unicum nella storia dello studio delle lingue preclassiche, avendo conseguito rilevantissimi risultati tanto come egittologo quanto come assiriologo. Si interessò anche all'etrusco e apprese il sanscrito.

## Le origini
Il nonno di Edward Hincks era un inglese, trasferitosi a Cork da Chester perché incaricato di lavorare al locale ufficio doganale. Il padre, Thomas Dix Hincks, nato a Dublino nel 1767, era ministro presbiteriano, poi direttore di una scuola a Cork, poi ancora direttore alla Belfast Academical Institution e per qualche anno professore di ebraico e lingue orientali. Edward Hincks era il figlio maggiore. Il fratello William fu professore di filosofia naturale al Manchester College, poi professore di storia naturale allo University College di Toronto. Un altro fratello, Francis, emigrò in Canada e vi svolse una importante carriera politica, giungendo a diventare ministro delle finanze tra il 1869 e il 1873.
Edward Hicks entrò al Trinity College di Dublino nel 1807, risultando un ottimo studente. Conseguì il titolo di Bachelor of Arts nel 1812 e ottenne una medaglia d'oro. Nel 1813 fu nominato Junior Fellow al Trinity. Nel 1819 lasciò il Trinity per diventare pastore protestante, prima ad Ardtrea, nella diocesi di Armagh, e poi, a partire dal 1825, a Killyleagh, dove rimase per 41 anni, con la moglie e quattro figlie, fino alla scomparsa.
La Grande carestia degli anni quaranta non colpì il distretto in cui viveva, sostenuto da una solida agricoltura e dalle manifatture tessili.
In campo religioso, difese con forza la propria fede protestante e, al contempo, favorì l'emancipazione cattolica, avversando con forza l'Ulster revival del 1859.

## Decifrazione dei generi persepolitani
Non è noto quando Hincks abbia iniziato a interessarsi alle lingue del Vicino Oriente antico. Nel 1832, pubblicò una grammatica di ebraico e l'anno dopo un articolo intitolato The Enchorial Language of Egypt.
Concorse, con altri orientalisti, quali Georg Friedrich Grotefend, Niels Ludvig Westergaard e Félicien de Saulcy, all'interpretazione del secondo genere delle iscrizioni persepolitane, studiato a partire dal 1837, anno in cui Henry Rawlinson era riuscito a copiare circa metà della porzione in antico persiano della grande iscrizione di Behistun.
Il suo contributo all'interpretazione del terzo genere persepolitano fu decisivo. A partire dal 1846, in una serie di letture alla Royal Irish Academy, poi pubblicate tra gli atti dell'istituto, Hincks sostenne le seguenti tesi: la lingua del terzo genere di Persepoli va detta babilonese; alcuni dei segni sono fonetici, altri ideografici; fra questi, alcuni hanno valore di determinativi (segni muti che hanno il compito di chiarire il significato del nome che segue, specificandone il campo semantico). Hincks paragonò diversi segni persepolitani ad altri segni babilonesi e rintracciò diverse corrispondenze, potendo anche determinare il valore fonetico di 26 caratteri e l'identità tra forme arcaiche e forme recenziori. Nel 1847, con l'aiuto di una copia della versione in persiano antico (primo genere) dell'iscrizione di Behistun, Hincks fu in grado di individuare correttamente il valore di alcune vocali, sillabe e logogrammi. Hincks interpretò correttamente anche la prima parola del dialetto babilonese (il terzo genere), non un nome proprio, ma un pronome, a-na-ku ('io'), forma quasi identica al corrispettivo ebraico. Tra il 1849 e il 1850, riuscì a provare che un segno poteva avere insieme funzioni fonetiche e ideografiche. Provò inoltre il valore sillabico di certi segni: il cuneiforme babilonese poteva riprodurre sillabe aperte (ba), sillabe chiuse (ab) e sillabe con coda (bar). Hincks determinò anche l'esistenza di ideogrammi costituiti da diversi segni e provò che alcuni segni che si supponevano omofoni (ad esempio, sette segni diversi per esprimere la r) erano in realtà espressione di sillabe diverse (ra, ri, ru, ar, er, ir, ur). Nel 1853, Hincks, basandosi su alcuni studi di Rawlinson, fu in grado di aggiungere più di cento nuovi valori o letture ai segni cuneiformi del terzo genere persepolitano, giungendo così a circa 350 valori. Le letture di Hincks e Rawlinson erano però in quel periodo oggetto di un forte scetticismo. Fu Julius Oppert, nel 1855, a mostrarne la correttezza.

### Talbot, Hincks, Rawlinson e Oppert a Londra
Nel 1857, Hincks partecipò ad un'iniziativa che si sarebbe dimostrata determinante per l'affermarsi dell'assiriologia come disciplina. Il matematico e inventore inglese William Fox Talbot (1800-1877), autore di invenzioni fondamentali per la nascita della fotografia moderna (talbotipia), ma anche orientalista dilettante, aveva studiato le opere di Rawlinson e Hincks, giungendo a pubblicare egli stesso traduzioni di alcuni testi assiri. Ottenuta copia inedita di un'iscrizione del re Tiglath-pileser I (800 righe di testo tratto da cilindri ritrovati da Austen Henry Layard nel sito di Qal'at Sherqat, l'antica Assur), ne fece una traduzione, che il 17 marzo 1857 inviò, sigillata, alla Royal Asiatic Society di Londra. Talbot suggerì all'organizzazione di coinvolgere Rawlinson e Hincks, affinché preparassero indipendentemente una traduzione dello stesso testo. La Society decise di invitare anche Julius Oppert, che si trovava in quel periodo a Londra. Due mesi dopo, uno speciale comitato di cinque membri della Society aprì le buste con le quattro traduzioni indipendenti e le confrontò. Il risultato fu il seguente: le traduzioni di Rawlinson e Hincks erano estremamente somiglianti, quella di Talbot risultava in larga parte inesatta e quella di Oppert risultava differente in vari punti da quella dei colleghi inglesi. In generale, però, le quattro traduzioni concordavano. La generale concordanza tra le quattro traduzioni concorse a vincere le ultime resistenze verso l'idea che esistesse un sistema di scrittura talmente complicato quale era effettivamente il cuneiforme accadico.

## La scoperta del mondo sumero
Il contributo di Hincks fu rilevantissimo anche in relazione alla scoperta del mondo sumero. Nel 1850, Hincks lesse un proprio articolo davanti alla British Association for the Advancement of Science; in esso, l'orientalista irlandese, sfruttando la propria conoscenza delle lingue semitiche, avanzava dubbi sul fatto che a sviluppare il cuneiforme fossero state le popolazioni semitiche di Assiria e Babilonia. Egli infatti affermò:
(Edward Hincks)
Nelle lingue semitiche, osservava Hincks, l'elemento morfologico stabile è la consonante, mentre la vocale ha caratteristiche di variabilità e volatilità. Era dunque assai improbabile che popoli semitici sviluppassero una forma di scrittura in cui consonanti e vocali avessero la stessa stabilità nel contesto della sillaba. Inoltre, una caratteristica centrale delle lingue semitiche è la distinzione tra consonanti palatali e dentali, ma il sillabario cuneiforme non è in grado di esprimere adeguatamente questa differenza. Infine, solo una minima parte dei valori sillabici dei segni cuneiformi accadici era riconducibile a parole o a elementi semitici. Per queste ragioni, arguì Hincks, la messa a punto della scrittura cuneiforme era stata opera di una popolazione non semitica, più antica degli Accadi.
Scrive Hincks:
(Edward Hincks)
Fu poi Oppert, in una lezione tenuta nel 1869 alla sezione etnografica e storica della Société française de numismatique et d'archéologie, ad attribuire a questa popolazione non semitica l'appellativo di "Sumeri" e ciò sulla base del titolo regale "Re di Sumer e Akkad".

## Eredità
Desta stupore il fatto che i suoi rilevanti articoli sull'interpretazione delle lingue del Vicino Oriente non fossero supportati da una ricca biblioteca: egli infatti viveva in una canonica isolata. Centinaia di missive testimoniano il suo grande impegno di corrispondente: fu attraverso le lettere (in gran parte pubblicate poi dal nipote, E. F. Davidson) che egli si tenne in contatto con il resto del mondo accademico. Hincks coltivò i suoi interessi egittologici e assiriologici fino alla morte, ma non ebbe grandi riconoscimenti né dal Trinity né dalla Royal Irish Academy. L'anno dopo la sua morte, Connop Thirlwall, allora presidente della Royal Society of Literature di Londra, gli dedicò un tributo, con una lista delle sue pubblicazioni, inclusa poi nell'Annual Report of the Royal Society of Literature del 1867. Tale bibliografia è però colma di errori e imprecisioni.
Più di vent'anni dopo, in un incontro svoltosi nella sede della American Oriental Society di Boston, Cyrus Adler della Johns Hopkins propose la pubblicazione di una bibliografia completa con introduzione biografica, ma tale progetto non ebbe corso. La proposta di Adler, pubblicata negli atti della società, contiene però una bibliografia assai migliore di quella di Thirlwall, anche se non priva di errori e omissioni.
Nel 1983, Cathcart e Donlon pubblicano una bibliografia completa dei lavori di Hincks, accompagnata da uno schizzo biografico.